# Реал де Банжул
Футбольний клуб «Реал де Банжул» або просто «Реал де Банжул» (англ. Real de Banjul Football Club) — професіональний гамбійський футбольний клуб з міста Банжул. Команда змагається в Першому дивізіоні Гамбії, вищому дивізіоні системи футбольних ліг Гамбії. «Реал де Банжул» один з найуспішніших клубів в історії гамбійського футболу, який виграв рекордні 12 національних титули.

## Історія
«Реал де Банжул» заснований у сезоні 1966/67 років після того, як збірна середніх школярів повернулася з поїздки до Тієса в Сенегалі і назвали його «Бенсон енд Геджес». Згодом тодішній директор з молоді та спорту змінив назву на ФК «Реал де Батерст», а після реєстрації в Федерації футболу Гамбії її штаб-квартира знаходилася за адресою Ланкастер-стріт, 81, Банжул. У 1970 році знову змінила назву, цього разу на теперішню назву «Реал де Банжул», що призвело до створення баскетбольної, волейбольної та легкоатлетичної команди. На той час команда складалася з наймолодших талановитих гравців у порівнянні з іншими місцевими командами, а в сезоні 1971/72 років виграв свій перший чемпіонський титул.
Перші два кубкових титули були виграні в 1969 і 1970 роках. У фіналі кубку Гамбії «Реал де Банжул» з рахунком 2:1 переміг «Вайт Фентомс», а в 1975 та 1980 році в фіналі поступився «Гамбія Портс Ауториті». Втретє виграти трофей втратив можливість 1993 року, коли з рахунком 1:2 поступився «Воллідану», в востаннє вигравав національний кубок 1997 року, коли обіграв «Гоукс». Востаннє до фіналу кубку Гамбії потрапив 2002 року, в якому поступився «Воллідану».
Як переможець національного чемпіонату в 2012 році виграв Суперкубок Гамбії, єдина перемога у вище вказаному турнірі.
Їх перший виступ у континентальних турнірах припав на 1975 рік після того, як вони виграли свій другий титул і відмовилися від матчу з гвінейським «Гафії». Їхній перший матч зіграли рік по тому проти мальійської «Джоліба». Завоював четвертий титул, клуб вийшов у другий раунд й кинув виклик ліберійському «Сент-Джозеф Ворріорз», де вони відзначилися першим голом і виграли свій перший матч на континентальному чемпіонаті за «Реал», пізніше клуб програв два матчі проти «Гартс оф Оук» з Гани. «Реал де Банжул» змагався з клубом з Гвінеї-Бісау далі на південь «Спортінг» Бісау і програв матч-відповідь. Клуб виступав 1995 році й переміг «Травадореш» з Кабо-Верде, потім клуб зустрівся з «Мбілнгою» з Габону, і другий матч був перерваний на 70-й хвилині. Чотири роки потому, у 1999 році, клуб зустрівся з іншим гвінейським клубом «Калум Стар», перший матч виграв з рахунком 2:0, а другий програв з рахунком 1:4. У 2001 році клуб зустрівся з «Дербі» з Мінделу, Кабо-Верде, й переміг 1:0 у матчі-відповіді, потім зустрілися з «АСК Діараф» з Дакара в сусідньому Сенегалі на північному заході й відзначилися єдиним голом у першому матчі, оскільки в другому матчі не відзначилися голом, вони програли. Як чемпіон країни 2007 року «Реал де Банжул» знявся на початку грудня і не брав участі в Лізі чемпіонів КАФ 2008 року. Їх наступна поява відбулася через дванадцять років у сезоні 2013 року, клуб поступився з ФАС (Рабат) й програв з рахунком 1:2 й вибув, оскільки команда на виїзді не досягла успіху. Нещодавно вони виступали в сезоні 2015 року й досягли успіху до першого раунду.

## Досягнення
- Перший дивізіон ліги Гамбії
  -  Чемпіон (15): 1972, 1974, 1975, 1978, 1983, 1994, 1997, 1998, 2000, 2007, 2012, 2014, 2023, 2024, 2025

- Кубок Гамбії
  -  Володар (3): 1969, 1970, 1997

- Суперкубок Гамбії
  -  Володар (3): 2000, 2012, 2014

## Форми
Його форма — червона з білою смугою з правого боку, рукавом і короткими краями для домашній формі, а протилежний — білим з червоноб смугою з правого боку, рукавом і короткими краями.
Дмашня форма має білий колір з блакитною підкладкою біля країв.

## Статистика виступів

### У континентальних турнірах
| Сезон | Змагання                     | Шлях потрапляння | Раунд            | Суперник               | Вдома | На виїзді | Загалом |
| ----- | ---------------------------- | ---------------- | ---------------- | ---------------------- | ----- | --------- | ------- |
| 1975  | Кубок африканських чемпіонів | чемпіон Гамбії   | Перший раунд     | «Гафія»                | canc. | canc.     | none    |
| 1976  | Кубок африканських чемпіонів | чемпіон Гамбії   | Перший раунд     | «Джоліба»              | 0–2   | 2–0       | 0–4     |
| 1979  | Кубок африканських чемпіонів | чемпіон Гамбії   | Попередній раунд | «Сент-Джозеф Ворріорз» | 1–0   | 0–0       | 1–0     |
| 1979  | Кубок африканських чемпіонів | чемпіон Гамбії   | Перший раунд     | «Гартс оф Оук»         | 1–1   | 2–0       | 1–3     |
| 1984  | Кубок африканських чемпіонів | чемпіон Гамбії   | Перший раунд     | «Спортінг» (Бісау)     | 0–0   | 2–0       | 0–2     |
| 1995  | Кубок африканських чемпіонів | чемпіон Гамбії   | Перший раунд     | «Травадореш»           | 1–0   | 0–0       | 1–0     |
| 1995  | Кубок африканських чемпіонів | чемпіон Гамбії   | Другий раунд     | «Мбілінга»             | 0–2   | 4–0       | 0–6     |
| 1999  | Кубок африканських чемпіонів | чемпіон Гамбії   | Перший дивізіон  | «Калум Стар»           | 0–2   | 4–1       | 3–4     |
| 2000  | Кубок КАФ                    |                  | Перший раунд     | «Рішар-Толь»           | 0–1   | 1–0       | 0–2     |
| 2001  | Ліга чемпіонів КАФ           | чемпіон Гамбії   | Попередній раунд | «Дербі»                | 0–0   | 1–0       | 1–0     |
| 2001  | Ліга чемпіонів КАФ           | чемпіон Гамбії   | Перший раунд     | «АСК Діараф»           | 1–1   | 1–0       | 1–2     |
| 2013  | Ліга чемпіонів КАФ           | чемпіон Гамбії   | Попередній раунд | ФУС (Рабат)            | 2–1   | 1–0       | 1–3     |
| 2015  | Ліга чемпіонів КАФ           | чемпіон Гамбії   | Попередній раунд | БЙК                    |       |           |         |

### У національних змаганнях
| Сезон   | Див. | Міс. | Іг. | В  | Н  | П | ЗМ | ПМ | РМ | О  | Кубок | Примітки |
| ------- | ---- | ---- | --- | -- | -- | - | -- | -- | -- | -- | ----- | -------- |
| 2003–04 | 1    | 6    | 18  | 6  | 7  | 5 | 16 | 14 | +2 | 25 |       |          |
| 2005    | 1    | 6    | 18  | 6  | 5  | 7 | 13 | 18 | -5 | 23 |       |          |
| 2006    | 1    | 8    | 15  | 4  | 7  | 4 | 9  | 7  | +2 | 19 |       |          |
| 2007    | 1    | 1    | 18  | 10 | 5  | 3 | 15 | 6  | +9 | 35 |       |          |
| 2008    | 1    | 4    | 22  | 6  | 13 | 3 | 14 | 9  | +5 | 31 |       |          |
| 2009    | 1    | 8    | 22  | 7  | 8  | 7 | 17 | 20 | -3 | 29 |       |          |

### Деякі статистичні дані
- Найкращий результат: Другий раунд (континентальний)
- Найкраща позиція в кубкових змаганнях: Перший раунд (континентальний)
- Загалом зіграних матчів у Лізі чемпіонів КАФ: 22
  - Загалом зіграних матчів вдома: 11
  - Загалом зіграних матчів на виїзді: 11
- Всього зіграних матчів на континентальних кубках: 2

## Відомі гравці
- Дембо Дарбо
- П'єр Вебо

## Відомі тренери
| Ім'я                 | Національність  | З    | По   |  |
| -------------------- | --------------- | ---- | ---- |  |
| Бай Маллех Вахдда    | Гамбія          | 1996 | 1998 |  |
| Муса Нджиє           | Гамбія          | 2013 | 2014 |  |
| Василе Добрау        | Румунія         | 2009 | 2010 |  |
| Альхаджи Амат Чам    | Гамбія          | 2013 | 2013 |  |
| Алагіє Сарр          | Гамбія          | 2013 | 2013 |  |
| Френкі ван де Вельде | Бельгія         | 2013 | 2014 |  |
| Маттар М'Бодж        | Гамбія · Англія | 2014 | 2015 |  |
| Френкі ван де Вельде | Бельгія         | 2015 | 2016 |  |
| Маджорр Сайне        | Гамбія          | 2016 | 2017 |  |
| Муса Нджиє           | Гамбія          | 2017 | 2019 |  |
| Ебуа Джарра          | Гамбія          | 2019 | 2021 |  |